# Дагдалах
Дагдала́х — небольшой остров в Оленёкском заливе моря Лаптевых. Административно относится к территории Якутии.
Остров расположен в западной части залива. На севере отделяется от полуострова Терпяй-Тумус протокой Боллохтох, на юге — от острова Орто-Ары одноимённой протокой.
Остров имеет овальную форму с небольшой песчаной косой на востоке. Высота достигает 1 м на юге. Западная часть острова покрыта болотами и озёрами, восточная — песчаная. На юге остров окружён отмелями.